# (3716) Petzval
(3716) Petzval es un asteroide perteneciente al cinturón de asteroides, descubierto el 2 de octubre de 1980 por Antonín Mrkos desde el Observatorio Kleť, České Budějovice, República Checa.

## Designación y nombre
Designado provisionalmente como 1980 TG. Fue nombrado Petzval en honor al matemático József Miska Petzval.